# کارلوس دیوگو
کارلوس دیوگو (انگلیسی: Carlos Diogo؛ زادهٔ ۱۸ ژوئیهٔ ۱۹۸۳) یک بازیکن فوتبال اهل اروگوئه است.
از باشگاه‌هایی که در آن بازی کرده‌است می‌توان به باشگاه فوتبال رئال مادرید، باشگاه فوتبال رئال ساراگوسا، ریور پلاته ، باشگاه فوتبال پنارول، تیم ملی فوتبال اروگوئه، باشگاه فوتبال زسکا صوفیه و خنت اشاره کرد.